# Doornzelemolen
De Doornzelemolen is een windmolen in de Oost-Vlaamse gemeente Evergem.

## Geschiedenis
De huidige stenen molen werd opgericht in 1839 ter vervanging van een staakmolen die waarschijnlijk al voor 1414 werd gebouwd en na verwoesting in 1452 tijdens de oorlog van de Gentenaren tegen Filips de Goede herbouwd werd in 1490. In de periode 1883-1885 werd een stoommachine geplaatst, later vervangen door een armgasmotor en nog later door een elektromotor. 

In 1945 werd de molen beschermd als monument maar tijdens een storm in februari 1948 braken het gevlucht en de askop af. De houten molenkap werd verwijderd in 1957. In de molenromp bleef nog tot 1970 een mechanische maalderij actief, aangedreven door drie elektromotoren. In 2000-2002 werd de molenromp gerestaureerd en in 2010 werd de romp heringericht voor de “Belgische krulbolbond” als permanente tentoonstellingsruimte over het krulbollen (een Vlaamse volkssport).